# Иванникова, Светлана Фёдоровна
Светлана Фёдоровна Иванникова (род. 12 сентября 1941, с. Знаменка, Луганская обл.) — советская украинская художница-живописец. Член Национального союза художников Украины. Заслуженный художник Украины.

## Биография
Светлана Иванникова родилась 12 сентября 1941 г. в с. Знаменка Луганской области.
Училась в Луганском художественном училище. В 1973 г. окончила Киевский государственный художественный институт. Учителями по специальности были В. Шаталин, Т. Голембиевская. Занимается станковой живописью, работает в жанре портрета, пейзажа, натюрморта, тематической картины. Преподаёт в Луганском колледже культуры и искусств.
С 1966 г. участвует в областных, республиканских, всеукраинских, всесоюзных художественных выставках. Персональные выставки проходили в Ворошиловграде (ныне Луганск) — в 1974, 1981, 1991, 2006 годах; в Киеве — в 2006 г.
Заслуженный художник Украины с 2012 г.
Картины хранятся в Луганском художественном музее, Литературном музее им. В. Даля (Луганск), Свердловском краеведческом музее (Луганская обл.), в музеях Украины и зарубежных собраниях.

## Творчество
Характерными особенностями индивидуального стиля С. Иванниковой являются свежесть и простота сюжета, соединение камерности изображения с его торжественной нарядностью, тонкий живописный лиризм.
Главные произведения:
- «Доярки» (1975);
- «Конюх дядя Иван» (1976);
- «Ф. Груцева»(1977);
- «Солдатки»(1978);
- «Весна» (1982);
- «Вернулись» (1985);
- «Шахтёры», «Герой войны с внучкой» (1986);
- «Смена» (1987);
- «Девчата»(1988);
- «Гурзуф», «Волна», «Осенняя вода» (2003);
- «Цветы моего края» (2003);
- «Рыжий кот», «Котик смотрит на зиму» (2004);
- «Мороз и солнце», «Лето» (2005);
- «Ирисы», «Пирог с вишнями», «Подсолнухи», «Пионы в саду» (2006);
- «Настурция», «Зимнее утро», «Зимний вечер», «Мой Донбасс» (2006);
- «Подснежники» (2007).